# A Vasas FC 2023–2024-es szezonja
A Vasas FC a 2023–2024-es szezonban az NB2-ben indul, miután a 2022–2023-as NB1-es szezonban tizenkettedik (kieső) helyen zárta a bajnokságot.
A MOL Magyar Kupába a 3. fordulóban csatlakoztak be, ellenfelük a negyedosztályú Dunaharaszti együttese volt, akik ellen 0–1-es eredménnyel jutottak tovább. A legjobb 32 között a másodosztályú Gyirmót volt az ellenfelük, akik ellen 3–1-es eredménnyel jutottak a nyolcaddöntőbe, ahol a Győr-Moson-Sopron vármegyei I. osztályban szereplő Mezőörs lesz az ellenfelük.

## Változások a csapat keretében
A félkövérrel jelölt játékosok felnőtt válogatottsággal rendelkeznek.

### Érkezők
| Dátum               | Név             | Nemzet | Poszt       | Kor | Honnan          | Szerződés megnevezése | Átigazolási időszak | Szerződés vége | Átigazolás összege | Forrás |
| ------------------- | --------------- | ------ | ----------- | --- | --------------- | --------------------- | ------------------- | -------------- | ------------------ | ------ |
| 2023. július 4.     | Bakti Balázs    | magyar | középpályás | 18  | Puskás Akadémia | kölcsön               | 2023. évi nyári     | 2024           | –                  | [ 3 ]  |
| 2023. augusztus 7.  | Tóth Milán      | magyar | csatár      | 21  | Sturm Graz II   | átigazolás            | 2023. évi nyári     | 2026           | Ismeretlen összeg  | [ 4 ]  |
| 2023. augusztus 16. | Pávkovics Bence | magyar | hátvéd      | 26  | El Paso         | átigazolás            | 2023. évi nyári     | 2026           | Ismeretlen összeg  | [ 5 ]  |
| 2024. január 5.     | Doktorics Áron  | magyar | csatár      | 22  | Szombathely     | szabadon igazolható   | 2024. évi téli      | Nem publikus   | ingyen             | [ 6 ]  |

### Utánpótlásból felkerültek
| Dátum           | Név           | Nemzet | Poszt       | Kor | Átigazolási időszak | Szerződés vége |
| --------------- | ------------- | ------ | ----------- | --- | ------------------- | -------------- |
| 2023. július 1. | Faragó Bálint | magyar | középpályás | 19  | 2023. évi nyári     | 2025           |
| 2023. július 1. | Rab Boldizsár | magyar | középpályás | 17  | 2023. évi nyári     | 2026           |
| 2023. július 1. | Girsik Attila | magyar | hátvéd      | 17  | 2023. évi nyári     | Nem publikus   |

### Távozók
| Dátum              | Név               | Nemzet | Poszt       | Kor | Hova             | Szerződés megnevezése | Átigazolási időszak | Szerződés vége | Átigazolás összege | Forrás |
| ------------------ | ----------------- | ------ | ----------- | --- | ---------------- | --------------------- | ------------------- | -------------- | ------------------ | ------ |
| 2023. május 25.    | Balogh Norbert    | magyar | csatár      | 27  | Dunaszerdahely   | kölcsönből vissza     | 2023. évi nyári     | 2025           | –                  | [ 7 ]  |
| 2023. május 25.    | Dombó Dávid       | magyar | kapus       | 30  | Zalaegerszeg     | szerződésbontás       | 2023. évi nyári     | 2024           | ingyen             | [ 7 ]  |
| 2023. május 26.    | Pátkai Máté       | magyar | középpályás | 35  | visszavonult     | visszavonult          | 2023. évi nyári     | –              | –                  | [ 8 ]  |
| 2023. május 26.    | Feczesin Róbert   | magyar | csatár      | 37  | klub nélküli     | szerződésbontás       | 2023. évi nyári     | –              | –                  | [ 8 ]  |
| 2023. június 5.    | Iyinbor Patrick   | magyar | hátvéd      | 21  | Ferencváros      | kölcsönből vissza     | 2023. évi nyári     | Nem publikus   | –                  | [ 9 ]  |
| 2023. június 9.    | Márkvárt Dávid    | magyar | középpályás | 28  | Szeged-Csanád GA | szerződésbontás       | 2023. évi nyári     | 2025           | ingyen             | [ 10 ] |
| 2023. június 9.    | Hidi Patrik       | magyar | középpályás | 32  | BVSC-Zugló       | szerződésbontás       | 2023. évi nyári     | 2024           | ingyen             | [ 10 ] |
| 2023. június 9.    | Hegedűs János     | magyar | hátvéd      | 26  | Paks             | szerződésbontás       | 2023. évi nyári     | 2026           | ingyen             | [ 10 ] |
| 2023. június 9.    | Géresi Krisztián  | magyar | csatár      | 29  | Nyíregyháza      | szerződésbontás       | 2023. évi nyári     | 2025           | ingyen             | [ 10 ] |
| 2023. június 12.   | Bobál Gergely     | magyar | csatár      | 28  | Budapest Honvéd  | szerződésbontás       | 2023. évi nyári     | 2025           | ingyen             | [ 11 ] |
| 2023. június 13.   | Silye Erik        | magyar | hátvéd      | 27  | Paks             | szabadon igazolható   | 2023. évi nyári     | 2026           | ingyen             | [ 12 ] |
| 2023. július 24.   | Bánfalvi Dániel   | magyar | kapus       | 22  | Komárom          | kölcsön               | 2023. évi nyári     | 2024           | –                  | [ 13 ] |
| 2023. július 29.   | Cipf Dominik      | magyar | csatár      | 22  | Tiszakécske      | átigazolás            | 2023. évi nyári     | Nem publikus   | Ismeretlen összeg  | [ 14 ] |
| 2023. augusztus 8. | Szalai József     | magyar | csatár      | 20  | Mezőkövesd       | átigazolás            | 2023. évi nyári     | 2026           | Ismeretlen összeg  | [ 15 ] |
| 2024. január 5.    | Szilágyi Szabolcs | román  | középpályás | 20  | Mezőkövesd       | kölcsön               | 2024. évi téli      | 2024           | –                  | [ 16 ] |

## Játékoskeret
2024. január 28. szerint.
A vastaggal jelzett játékosok felnőtt válogatottsággal rendelkeznek.
A dőlttel jelzett játékosok kölcsönben szerepelnek a klubnál.
*A második csapatban is pályára lépő játékosok.
| Mezszám                | Név                    | Nemzetiség    | Születési hely | Születési idő (kor)            | Korábbi csapat           | Érték(€)  | Szerződés lejárta |
| Kapusok                | Kapusok                | Kapusok       | Kapusok        | Kapusok                        | Kapusok                  | Kapusok   | Kapusok           |
| ---------------------- | ---------------------- | ------------- | -------------- | ------------------------------ | ------------------------ | --------- | ----------------- |
| 26                     | Uram János             | HUN           | Szeged         | 2001. február 9. (24 éves)     | Békéscsaba 1912 Előre    | 225 000   | 2025.06.30.       |
| 55                     | Jova Levente           | HUN           | Orosháza       | 1992. január 30. (33 éves)     | Nyíregyháza Spartacus FC | 150 000   | 2026.06.30.       |
| Védők                  |                        |               |                |                                |                          |           |                   |
| 2                      | Szivacski Donát        | HUN           | Szeged         | 1997. január 18. (28 éves)     | Kecskeméti TE            | 200 000   | 2025.06.30.       |
| 4                      | Pávkovics Bence        | HUN           | Mohács         | 1997. március 27. (28 éves)    | El Paso Locomotive FC    | 300 000   | 2026.06.30.       |
| 5                      | Litauszki Róbert       | HUN           | Kiskunhalas    | 1990. március 15. (35 éves)    | Újpest FC                | 100 000   | 2024.06.30.       |
| 17                     | Hinora Kristóf         | HUN           | Mór            | 1998. február 5. (27 éves)     | MTK Budapest FC II       | 200 000   | 2025.06.30.       |
| 19                     | Deutsch László         | HUN           | Budapest       | 1999. március 9. (26 éves)     | Puskás Akadémia FC       | 150 000   | 2025.06.30.       |
| 20                     | Ódor Máté              | HUN           | Székesfehérvár | 2001. április 29. (24 éves)    | Szeged-Csanád GA         | 150 000   | 2026.06.30.       |
| 34                     | Otigba Kenneth         | HUN · NGR     | Kaduna         | 1992. augusztus 29. (32 éves)  | Ferencvárosi TC          | 225 000   | 2024.06.30.       |
| 36                     | Baráth Botond          | HUN           | Budapest       | 1992. április 21. (33 éves)    | Budapest Honvéd FC       | 250 000   | 2025.06.30.       |
| 68                     | Girsik Attila*         | HUN · ROM     | Kolozsvár      | 2006. február 1. (19 éves)     | Utánpótlásból került fel | 150 000   | Nem publikus      |
| Középpályások          |                        |               |                |                                |                          |           |                   |
| 6                      | Sztojka Dominik*       | HUN           | Budapest       | 2003. december 23. (21 éves)   | Utánpótlásból került fel | 100 000   | 2026.06.30.       |
| 7                      | Bakti Balázs           | HUN           | Budapest       | 2004. december 31. (20 éves)   | Puskás Akadémia FC       | 175 000   | 2024.06.30.       |
| 8                      | Ihrig-Farkas Sebestyén | HUN           | Budapest       | 1994. január 28. (31 éves)     | Budafoki MTE             | 100 000   | 2024.06.30.       |
| 13                     | Berecz Zsombor         | HUN           | Miskolc        | 1995. december 31. (29 éves)   | Mezőkövesd Zsóry FC      | 300 000   | 2027.06.30.       |
| 15                     | Hidi M. Sándor         | HUN · UKR     | Nagydobrony    | 2001. február 20. (24 éves)    | Győri ETO FC             | 200 000   | 2024.06.30.       |
| 16                     | Rab Boldizsár*         | HUN           | Budapest       | 2005. szeptember 24. (19 éves) | Utánpótlásból került fel | 25 000    | 2026.06.30.       |
| 21                     | Kapornai Bertalan*     | HUN           | Budapest       | 2002. augusztus 6. (22 éves)   | Utánpótlásból került fel | 25 000    | 2025.06.30.       |
| 22                     | Faragó Bálint*         | HUN           | Dorog          | 2004. május 14. (21 éves)      | Utánpótlásból került fel | 10 000    | 2025.06.30.       |
| 23                     | Vida Máté              | HUN           | Budapest       | 1996. március 8. (29 éves)     | FC DAC 1904              | 150 000   | 2025.06.30.       |
| 88                     | Urblík József          | szlovák · HUN | Bártfa         | 1996. augusztus 22. (28 éves)  | Puskás Akadémia FC       | 300 000   | 2025.06.30.       |
| Támadók                |                        |               |                |                                |                          |           |                   |
| 10                     | Holender Filip         | HUN · szerb   | Kragujevac     | 1994. július 27. (31 éves)     | FK Partizan              | 250 000   | 2025.06.30.       |
| 70                     | Radó András            | HUN           | Pápa           | 1993. szeptember 9. (31 éves)  | Zalaegerszegi TE FC      | 300 000   | 2026.06.30.       |
| 77                     | Tóth Milán             | HUN           | Ózd            | 2002. február 6. (23 éves)     | SK Sturm Graz II         | 450 000   | 2026.06.30.       |
| 86                     | Novothny Soma          | magyar        | Veszprém       | 1994. június 16. (31 éves)     | Anórthoszi Ammohósztu    | 300 000   | 2025.06.30.       |
| 97                     | Zimonyi Dávid          | magyar        | Kimle          | 1997. december 24. (27 éves)   | Zalaegerszegi TE FC      | 125 000   | 2024.06.30.       |
|                        | Doktorics Áron         | magyar        | Szombathely    | 2001. november 21. (23 éves)   | Szombathelyi Haladás     | 125 000   | Nem publikus      |
| Kölcsönadott játékosok |                        |               |                |                                |                          |           |                   |
| Név                    | Poszt                  | Nemzetiség    | Születési hely | Születési idő (kor)            | Kölcsönben itt           | Érték (€) | Kölcsön lejárta   |
| Bánfalvi Dániel        | kapus                  | HUN           | Budapest       | 2001. január 8. (24 éves)      | Komárom VSE              | 25 000    | 2024.06.30.       |
| Szilágyi Szabolcs      | középpályás            | ROM · HUN     | Kolozsvár      | 2003. szeptember 23. (21 éves) | Mezőkövesd Zsóry FC      | 200 000   | 2024.06.30.       |

## Szakmai stáb
| Sportigazgató            | Nagy Miklós      |
| Vezetőedző               | Desits Szilárd   |
| Pályaedző                | Tóth Mihály      |
| Kapusedző                | Farkas Balázs    |
| Erőnléti edző            | Vég András       |
| Videóelemző              | Bárdosi Balázs   |
| Technikai vezető         | Kopjári Nándor   |
| Rehabilitációs szakember | Máthé Botond     |
| Rehabilitációs szakember | Kubó Ádám        |
| Masszőr                  | Kiss János       |
| Szertáros                | Kutassy Dániel   |
| Csapatorvos              | Dr. Lejkó Dezső  |
| Csapatorvos              | Dr. Kállay Tamás |